# Закон Гудхарта
Закон (принцип) Гудхарта посвящён использованию показателей и заключается в следующем: «Когда мера становится целью, она перестает быть хорошей мерой», потому что становится объектом манипулирования как прямого (фальсификация чисел), так и косвенного (работа исключительно для улучшения этой меры). Так, если экономический показатель становится целевой функцией для проведения экономической политики, прежние эмпирические закономерности, использующие данный показатель, перестают действовать.

## История
Чарльз Гудхарт, главный советник по денежно-кредитной политике Банка Англии и профессор Лондонской школы экономики и политических наук (эмерит с 2002 года), постулировал в 1975 году, что

любая наблюдаемая статистическая закономерность склонна к разрушению, как только на неё оказывается давление с целью управления [экономикой].
Оригинальный текст (англ.)any observed statistical regularity will tend to collapse once pressure is placed upon it for control purposes

Это правило не было основным предметом статьи Гудхарта, а было изложено в виде полушуточного отступления, прямо называвшего этот принцип «Законом Гудхарта», и широкое внимание правило привлекло лишь после перепечатки статьи в сборниках в 1981 и 1984 годах.
Гудхарт основал свои выводы на наблюдениях за денежной политикой и экономикой Великобритании, но уже в 1985 году П. Эванс подтвердил его результаты на примере экономики США.

## Обоснование
Применительно к экономике закон подразумевается идеей рациональных ожиданий. Те, кто знает о системе вознаграждений и наказаний, оптимизируют свои действия в рамках этой системы для достижения желаемых результатов. Например, если сотрудник получает вознаграждение за количество автомобилей, продаваемых каждый месяц, он будет пытаться продать больше автомобилей даже с убытком.

## Связь с критикой Лукаса и другими теориями
Существует немало связанных концепций. Так Дональд Кэмпбелл отмечал, что введение индикаторов или критериев, по которым оценивается работа того или иного института, неизбежно приводит к искажению как самих индикаторов, так и социальных процессов, которые тот должен оценивать. Соответствующий Закон Кэмпбелла в различных формулировках появился ещё в 1969 году.
К. Кристал и П. Мизен полагали, что критика Лукаса и закон Гудхарта очень близки, и Лукасу принадлежит первенство: хотя публикация Гудхарта (1975) предшествует публикации Лукаса (1976), но критика Лукаса была доложена на конференции в 1973 году и была широко известна до публикации. Критика Лукаса обычно применяется при обсуждении макроэкономических показателей, а закон Гудхарта — при обсуждении денежной политики.
Кристал и Мизен также нашли связь с физическим принципом неопределённости (измерения параметров системы влияют на эту систему) и «проблемой инвариантности» T. Ховельмо (соотношения между экономическими величинами могут измениться при изменении внешних условий — так инженер, экспериментально оценивший поведение автомобиля на ровной прямой дороге, обнаружит, что его формулы не описывают движения по бездорожью, поскольку ранее не менявшиеся величины (инварианты) начинают меняться).
Джон Дэниелссон сформулировал закон Гудхарта как «любая статистическая взаимосвязь будет нарушена при использовании в целях политики» и предложил следствие для моделирования финансовых рисков: «Модель риска не работает, когда используется для регулирования».
Марио Бьяджоли связал концепцию Гудхарта с последствиями использования показателей цитируемости для оценки важности научных публикаций, напомнив, что по закону Гудхарта люди начинают играть с характеристиками экономики, которые используются как индикаторы.